# Gorgotsj
Gorgotsj (Armeens: Գոռգոչ; Azerbeidzjaans: Qorçulu) is een dorp in de Armeense provincie Kotajk, met 28 permanente inwoners (2011). Het dorp ligt 16 kilometer ten noordwesten van de provinciehoofdstad Hrazdan, langs beide oevers van de rivier Marmank. Het dorp heette voorheen Kortsjloe (Armeens: Կորչլու). Gorgotsj valt bestuurlijk onder de gemeente Meghradzor.

## Toponiem
Het oorspronkelijke toponiem Kortsjloe is afgeleid van de combinatie van het achtervoegsel -loe, dat verwijst naar het woord kortsjoe, wat koninklijke garde betekent. Het toponiem is ontstaan tijdens het Safawidisch tijdperk en betekent "behorend tot Kortsjoes" of "bewoond door Kortsjoes".

## Demografie
Volgens de Armeense volkstelling van 2011 had Gorgotsj 28 permanente inwoners en werden er op dat moment 26 geregistreerd. Dit was een geringe daling ten opzichte van 2001 toen het dorp 32 inwoners had.
In de 19e eeuw woonden in Gorgotsj Azerbeidzjanen, maar die werden door de oprichting van de Democratische Republiek Armenië in 1918 verjaagd. Daarna vestigden zich Armeniërs in het dorp. Na de oprichting in 1920 en inlijving van de Armeense Socialistische Sovjetrepubliek in de Sovjet-Unie kwamen de Azerbeidzjanen weer terug. In 1987 was deze gemeenschap in het dorp ongeveer 250 personen groot. Door de oorlog in Nagorno-Karabach en het etnisch conflict verhuisden de Azerbeidzjanen weer uit het dorp. Sindsdien wonen er alleen Armenen.
| Aantal                                | 82 | 170 | 257 | 279 | 300 | 440 | 342 | 142 | 148 | 195 | 250 |
| Verantwoording data: 1813-1988, 2011. |    |     |     |     |     |     |     |     |     |     |     |